# Kościół Zesłania Ducha Świętego w Wieruszowie
Kościół Zesłania Ducha Świętego w Wieruszowie – rzymskokatolicki kościół parafialny należący do parafii pod tym samym wezwaniem (dekanat Wieruszów diecezji kaliskiej). Kościół jest częścią klasztoru Ojców Paulinów.

## Historia
Świątynia została wzniesiona w 1676 roku. Jest to już trzeci kościół pauliński w mieście. Pierwszy został zbudowany pod koniec XIV wieku. Ufundowany został, podobnie jak klasztor przez Bernarda Wierusza.

## Architektura i wystrój
Budowla jest jednonawowa, murowana, charakteryzuje się trójosiową fasadą ze szczytem usytuowanym między dwiema wieżami. Fasada rozczłonkowana jest pilastrami. Przy nawie umieszczone są dwie kaplice, które pełnią funkcję transeptu.
Wewnątrz świątyni można zobaczyć m.in. zespół dziewięciu rzeźbionych w drewnie, pomalowanych na czarno ołtarzy z drugiej połowy XVII wieku, stalle w stylu barokowym (z 1682 roku) z malowidłami paulińskich świętych i prospekt organowy w stylu rokokowym. Łaskami słynie obraz Pana Jezusa Pięciorańskiego, nazywany również obrazem Miłosierdzia Bożego. W kościele umieszczona jest również namalowana na desce wierna kopia obrazu Matki Boskiej Częstochowskiej. Cenna jest płaskorzeźba z wizerunkiem fundatora świątyni, Bernarda Wiersza, pochodząca z 1632 roku.
13 głosowe organy znajdujące się w tym kościele zostały przeniesione do tego kościoła z Podzamcza.